# USS Leopold (DE-319)
USS Leopold (DE-319) là một tàu hộ tống khu trục lớp Edsall từng phục vụ cùng Hải quân Hoa Kỳ trong Chiến tranh Thế giới thứ hai. Nó là chiếc tàu chiến duy nhất của Hải quân Hoa Kỳ được đặt cái tên này, theo tên Thiếu úy Hải quân Robert Lawrence Leopold (1916-1941), người từng phục vụ trên thiết giáp hạm Arizona (BB-39) và đã tử trận khi Arizona bị đánh chìm trong cuộc tấn công Trân Châu Cảng ngày 7 tháng 12, 1941. Nó đã hoạt động trong chiến tranh chủ yếu trong vai trò hộ tống vận tải vượt Đại Tây Dương cho đến khi bị tàu ngầm U-boat Đức U-255 đánh chìm vào ngày 10 tháng 3, 1944.

## Thiết kế và chế tạo
Lớp Edsall có thiết kế hầu như tương tự với lớp Cannon dẫn trước; khác biệt chủ yếu là ở hệ thống động lực Kiểu FMR do được trang bị động cơ diesel Fairbanks-Morse dẫn động qua hộp số giảm tốc đến trục chân vịt. Đây là cấu hình động cơ được áp dụng rộng rãi trên tàu ngầm, được chứng tỏ là có độ tin cậy cao hơn so với lớp Cannon.
Vũ khí trang bị bao gồm ba pháo 3 in (76 mm)/50 cal trên tháp pháo nòng đơn có thể đối hạm hoặc phòng không, một khẩu đội pháo phòng không Bofors 40 mm nòng đôi và tám pháo phòng không Oerlikon 20 mm. Vũ khí chống ngầm bao gồm một dàn súng cối chống tàu ngầm Hedgehog Mk. 10 (có 24 nòng và mang theo 144 quả đạn); hai đường ray Mk. 9 và tám máy phóng K3 Mk. 6 để thả mìn sâu. Con tàu vẫn giữ lại ba ống phóng ngư lôi Mark 15 21 inch (533 mm), và được trang bị radar SC dò tìm không trung và mặt biển. Thủy thủ đoàn đầy đủ bao gồm 186 sĩ quan và thủy thủ.
Leopold được đặt lườn tại xưởng tàu của hãng Consolidated Steel Corporation ở Orange, Texas vào ngày 24 tháng 3, 1943. Nó được hạ thủy vào ngày 12 tháng 6, 1943, được đỡ đầu bởi cô Helen S. Leopold, em gái Thiếu úy Leopold, và nhập biên chế cùng Hải quân Hoa Kỳ vào ngày 18 tháng 10, 1943 dưới quyền chỉ huy của Hạm trưởng, Thiếu tá Tuần duyên Kenneth Coy Phillips.

## Lịch sử hoạt động
Sau khi tác xạ thử nghiệm tại Galveston, Texas, Leopold lên đường đi New Orleans, Louisiana, rồi đến ngày 7 tháng 11, 1943 đã đi sang khu vực Bermuda để tiến hành chạy thử máy huấn luyện. Khi kết thúc vào ngày 9 tháng 12, nó lên đường đi Charleston, South Carolina và trải qua 11 ngày được sửa chữa sau thử máy trong xưởng tàu. Sau đó nó dành bốn ngày thực hành huấn luyện cho sĩ quan và thủy thủ của những tàu hộ tống khu trục tương lai tại vịnh Chesapeake.
Lên đường vào ngày 24 tháng 12 trong thành phần Lực lượng Đặc nhiệm 61, Leopold hộ tống cho Đoàn tàu UGS-68 vượt Đại Tây Dương để đi sang khu vực Địa Trung Hải. Trên đường đi vào ngày 30 tháng 12, nó được lệnh đi đến cuối đoàn tàu để tìm kiếm một thủy thủ tàu buôn bị sóng cuốn xuống biển. Trời tối và biển động, nên khả năng tìm được người mất tích rất mong manh, và con tàu phải chấm dứt cuộc tìm kiếm sau 45 phút. Đoàn tàu UGS-68 đi đến eo biển Gibraltar vào ngày 10 tháng 1 và được bàn giao cho các tàu chiến Hải quân Hoàng gia Anh, còn Lực lượng Đặc nhiệm 61 đi đến Casablanca, Maroc thuộc Pháp vào ngày hôm sau.
Trong ngày 13 tháng 1, Leopold tuần tra chống tàu ngầm tại khu vực Gibraltar nhằm ngăn chặn tàu ngầm U-boat Đức xâm nhập vào Địa Trung Hải. Nó thả neo tại Gibraltar trong ngày 15 tháng 1, rồi bắt đầu tập trung các tàu buôn vào ngày hôm sau để hình thành nên Đoàn tàu GUS-27 cho chặng quay trở về Hoa Kỳ. Trên đường đi vào ngày 1 tháng 2, gió Tây Bắc thổi mạnh khiến các tàu buôn trong đoàn tàu bị phân tán, và nó phải mất nhiều thời gian để tìm kiếm các tàu buôn bị lạc hướng. Sau khi về đến New York vào ngày 4 tháng 2, con tàu được bảo trì tại Xưởng hải quân Brooklyn trong mười ngày, rồi cùng Đội hộ tống 22 thực hành huấn luyện tại khu vực Casco Bay, Maine từ ngày 14 đến ngày 27 tháng 2.
Rời New York vào ngày 1 tháng 3 trong thành phần Đội hộ tống 22 cho chuyến hộ tống vận tải thứ hai, Leopold hộ tống Đoàn tàu CU-16, bao gồm 27 tàu buôn, vượt Đại Tây Dương để đi sang quần đảo Anh. Vào ngày 8 tháng 3, nó dò được tín hiệu định vị cao tần HF/DF cho thấy tàu ngầm đối phương hiện diện trên đường đi của họ, vì vậy đoàn tàu buộc phải đổi hướng. Sang ngày hôm sau tại vị trí về phía Nam Iceland, nó lại phát hiện một mục tiêu qua radar lúc 19 giờ 50 ở khoảng cách 8.000 yd (7.300 m), cách đoàn tàu vận tải 7 mi (11 km) về phía Nam tại tọa độ 57°37′B 26°30′T / 57,617°B 26,5°T. Với sự giúp đỡ của tàu chị em Joyce (DE-317), Leopold được lệnh đánh chặn đối phương. Khi bị phát hiện bởi pháo sáng, chiếc U-boat lập tức lặn xuống, và Leopold trúng một quả ngư lôi dò âm G7es phóng từ tàu ngầm U-255 lúc 22 giờ 00. Chiếc tàu hộ tống khu trục bị vỡ làm đôi và lần lượt đắm tại tọa độ 58°44′B 25°50′T / 58,733°B 25,833°T vào sáng sớm ngày hôm sau.
Hạm trưởng của Leopold, Thiếu tá Tuần duyên Kenneth C. Phillips cùng 12 sĩ quan và 159 thủy thủ đã tử trận cùng con tàu; chỉ có 28 người sống sót được Joyce cứu vớt sau khi cuộc đụng độ chấm dứt, và đưa họ đến Londonderry, Bắc Ireland. U-255 trốn thoát được sau ba giờ bị săn đuổi. Tên của Leopold được cho rút khỏi danh sách Đăng bạ Hải quân vào ngày 25 tháng 3, 1944.

## Phần thưởng
Nguồn: Navsource Naval History
|  |  |  |

| Dãi băng Hoạt động Tác chiến (truy tặng) | Huân chương Chiến dịch Châu Âu-Châu Phi-Trung Đông | Huân chương Chiến thắng Thế Chiến II |